# Cereal
Cereal är en ort i Kanada.   Den ligger i provinsen Alberta, i den centrala delen av landet, 2 600 km väster om huvudstaden Ottawa. Cereal ligger 759 meter över havet och antalet invånare är 134.
Terrängen runt Cereal är platt. Trakten runt Cereal är nära nog obefolkad, med mindre än två invånare per kvadratkilometer.. Det finns inga andra samhällen i närheten.
Trakten runt Cereal består i huvudsak av gräsmarker.